# Henry Jaglom
Henry Jaglom est un réalisateur, scénariste, et acteur britannique. Il est né le 26 janvier 1941 à Londres.

## Filmographie
Réalisateur
- 1971 : A Safe Place
- 1976 : Tracks
- 1980 : Sitting Ducks
- 1982 : National Lampoon's Movie Madness
- 1983 : Can she bake a cherry pie ?
- 1985 : Always
- 1987 : Someone to Love (en)
- 1989 : New Year's Day
- 1990 : Eating
- 1992 : Venice / Venice
- 1993 : Lucky Ducks
- 1994 : Babyfever
- 1995 : Last summer in the Hamptons
- 1997 : Déjà Vu
- 2001 : Festival in Cannes
- 2005 : Going Shopping
- 2006 : Hollywood Dreams
- 2007 : Irene in Time
- 2010 : Queen of the Lot

Acteur
- 1971 : Vas-y, fonce (Drive, He Said)

## Récompenses
- 1990 : Nommé au Critics Award pour Eating (Festival de Deauville)
- 1997 : Nommé au Grand prix du jury pour Déjà vu (AFI Fest)
- 1999 : Prix d'honneur (Method fest)
- 2005 : Prix du réalisateur indépendant (LA Femme Film festival)